# 小原義巧
小原 義巧（おばら のりよし、1982年4月4日 - ）は、日本のラグビー指導者。元ラグビー選手。2016年現在、盛岡工業高校ラグビー部の監督を務めている。

## プロフィール
- 岩手県出身[1]。
- 現役時代のポジションはスタンドオフ(SO)。
- 身長 175cm、体重 77kg
- ニックネームはノリ[2]。

## 略歴
- 2001年、盛岡工業高校卒業後、東海大学に入る。
- 2005年、東海大学卒業後、セコムラガッツに加入[3]。
- 2006年10月14日に行われたトップリーグ第6節の神戸製鋼コベルコスティーラーズ戦に途中出場で公式戦初出場を果たす[4]。
- 2009年、釜石シーウェイブスに加入[5]。4シーズンプレー[6]。
- 2016年、盛岡工業高校ラグビー部の監督に就任[7]。